# Flint (gruppo musicale)
I Flint sono stati una band inglese fondata da Keith Flint, membro dei The Prodigy, e composta da lui stesso (voce), Jim Davies (chitarra), Kieron Pepper (batterista live), Rob Holliday (basso) e Tony Howlett (batteria).
La band ha eseguito numerosi concerti, il primo dei quali in occasione del Download Festival 2003. Il primo singolo della band Asteroids è stato lanciato il 14 luglio 2003 in edizione limitata in vinile rosa. Il video del secondo singolo Aim 4 è stato diretto da Jonas Åkerlund, che ha anche diretto il video di Smack My Bitch Up dei Prodigy.
Il 28 luglio 2003, dopo l'uscita di Aim 4, sarebbe dovuto uscire l'album di debutto Device #1 ma ciò non è mai avvenuto e poco dopo il gruppo ha deciso di sciogliersi.